# Quantitative Lockerung
Quantitative Lockerung (oder QE von englisch quantitative easing) bezeichnet eine unkonventionelle Form der Ausweitung der Geldbasis (expansive Geldpolitik) durch eine Zentralbank. Dabei kauft die Zentralbank meist langfristige private oder öffentliche Wertpapiere, zum Beispiel Staatsanleihen, von den Geschäftsbanken auf. Durch diese Käufe wird die Geldbasis erhöht.
Zentralbanken ergreifen diese Maßnahme, wenn konventionelle Geldpolitik mittels Senkung des Leitzinses (Niedrigzinspolitik) nicht greift, weil die kurzfristigen Zinsen bereits bei Null (an der sogenannten Nullzinsgrenze) oder darunter liegen (negativer Zins). Die quantitative Lockerung zielt darauf ab, über die Senkung der langfristigen Zinsen am Anleihemarkt und die Bereitstellung von zusätzlicher Liquidität im Bankensystem, die Inflation näher an das von der Zentralbank ausgegebene Inflationsziel heranzuführen (in der Eurozone bei 2 %).
Das Gegenteil, der Verkauf der Wertpapiere durch eine Zentralbank, entspricht einer restriktiven Geldpolitik und wird quantitative tightening oder Tapering genannt.

## Funktionsweise
Für den Verkauf der in ihrem Besitz befindlichen langfristigen Anleihen erhalten die Banken zusätzliches Zentralbankgeld. Durch das große Volumen des Anleihenkaufs entstehen bei den Geschäftsbanken, anders als bei konventioneller Geldpolitik, Überschussreserven. Bei der Zentralbank wächst durch den Wert der aufgekauften Wertpapiere entsprechend die Bilanzsumme an. Ausgangslage für den Einsatz unkonventioneller Maßnahmen wie der quantitativen Lockerung ist häufig das Vorliegen einer Wirtschaftslage, die durch extrem niedrige Zinsen, Deflation und dementsprechend niedrige Binnennachfrage und mangelnde Investitionstätigkeit gekennzeichnet ist (diese Faktoren müssen jedoch nicht in Kombination vorliegen).
Über die mit den Anleihekäufen einhergehende weitere Absenkung der Zinsen, insbesondere am langen Ende der Zinsstrukturkurve, soll u. a. die Kreditnachfrage – und damit das Geldmengenwachstum – stimuliert werden (siehe auch Abschnitt Wirkungskanäle quantitativer Lockerung). Niedrigere Zinsen und billigere Zinsen sollen die Investitionstätigkeit der Unternehmen und den Konsum privater Haushalte anregen, was je nach Höhe der Produktionslücke sowohl reale Effekte in Form höheren Wirtschaftswachstums als auch nominale in Form höherer Preise zur Folge hat.
Um einer Überhitzung der Konjunktur und einem damit einhergehenden Inflationsdruck entgegenzuwirken, kann die Zentralbank zu einem späteren Zeitpunkt die zuvor angekauften Anleihen wieder an die Geschäftsbanken verkaufen und in gleicher Höhe Zentralbankgeld absorbieren. Der damit einhergehende Zinsanstieg wirkt sich dämpfend auf Kreditnachfrage, Wirtschaftswachstum und Inflation aus. Im englischen wird hierfür der Begriff tapering verwendet.
Im Rahmen der Quantitative Lockerung kann die Zentralbank entweder ein Volumen der Anleihekäufe als Zielgröße oder Zinsziele für die Zinsstrukturkurve festlegen. Im zweiten Fall spricht man von Yield Curve Control.
Im Gegensatz zu anderen Vorschlägen wie dem Helikoptergeld wirkt die quantitative Lockerung indirekt, da keine direkte Erhöhung der Geldmenge, sondern nur der Menge an Zentralbankgeld (auch Geldbasis oder Liquidität genannt) erfolgt. Geschäftsbanken sind in ihrer Kreditvergabe und der damit verbundenen Geldschöpfung jedoch nicht durch verfügbares Zentralbankgeld (Liquidität) beschränkt, da sie das zur Erfüllung der Mindestreserve erforderliche Zentralbankgeld stets ex post durch das Hinterlegen von bei der Kreditvergabe erhaltenen entsprechenden Sicherheiten erhalten können.
Da Zentralbankgeld (bis auf Bargeld) darüber hinaus nicht in den Geldkreislauf der Realwirtschaft gelangt, weil Nichtbanken und Privathaushalte keinen Zugang zu Konten bei der Zentralbank und damit Zugriff auf Zentralbankgeld haben, kann dementsprechend bei einer Ausweitung von Zentralbankgeld im Rahmen der quantitativen Lockerung nicht von einer direkt inflationär wirkenden „Geldschwemme“ gesprochen werden. Eine solche Formulierung, wie sie häufig in den Medien gefunden wird, ignoriert die fundamentalen Unterschiede zwischen Zentralbankgeld und Giralgeld bzw. unterstellt einen – in der Realität nicht vorhandenen – stabilen kausalen Zusammenhang zwischen beiden Größen auf Basis eines veralteten Geldschöpfungsmultiplikator-Modells. Diese falsche, aber weit verbreitete Vorstellung wurde von der Deutschen Bundesbank und von der Bank of England an verschiedenen Stellen zurückgewiesen.

## Abgrenzung

### Abgrenzung von Liquidity-, Quality- und Credit-Easing
Liquidity-Easing ist die Ausweitung konventioneller Zentralbankinstrumente mit dem Ziel, den Banken Liquidität zu verschaffen, etwa um panische Reaktionen der Marktteilnehmer oder Bank Runs zu verhindern.
Das Credit-Easing bezeichnet den Fall, dass die Zentralbank neben Staatsanleihen vornehmlich private Immobilien-Hypotheken beziehungsweise private Geldmarktpapiere ankauft, um den Kreditmarkt von belastenden Wertpapieren zu befreien. Damit wird das Zinsniveau am privaten Anleihenmarkt gesenkt, weil die Banken mit neuem Geld versorgt werden. Bernanke beschrieb das EZB-Programm der Outright Monetary Transactions als Credit Easing im Unterschied zum QE, das auf den Kauf von Staatsanleihen beschränkt sei.
Als Quality-Easing wird die Strategie der Zentralbank bezeichnet, die Bilanz nicht zu vergrößern, sondern die privaten Anleihen im Bestand der Zentralbankbilanz durch weniger wertvolle und riskantere, auch „toxische“ Papiere zu ersetzen, wodurch die Zentralbank die Funktion einer Bad Bank für die anderen Banken bekommen kann.
Erfolgt in diesen Fällen eine geldpolitische Sterilisation, haben die Maßnahmen keine Auswirkung auf die Geldbasis und verursachen folglich keinen Effekt über den Zinskanal. Erfolgt hingegen keine Sterilisation, handelt es sich um eine Variante der quantitativen Lockerung.

### Abgrenzung von „monetärer Staatsfinanzierung“ und „Helikoptergeld“
Von monetärer Staatsfinanzierung spricht man, wenn die Zentralbank Staatsanleihen direkt vom Staat kauft und ihm damit neues Zentralbankgeld schöpft und zur Verfügung stellt. Der Staat verschuldet sich bei seiner eigenen Zentralbank und bekommt die Zinsen, die er zahlt, durch den Zentralbankgewinn selbst zurück. Diskutiert wird, ob es nicht auch monetäre Staatsfinanzierung ist, wenn die Zentralbank Staatsanleihen von Geschäftsbanken oder anderen Marktteilnehmern aufkauft, wie bei der Quantitativen Lockerung. Der Unterschied ist, dass die Geschäftsbanken bei der Emission geholfen haben die Bedingungen der Staatsverschuldung auszuhandeln. Im Effekt ist es fast das gleiche, darf aber nicht so genannt werden, weil die Europäische Zentralbank sonst Art. 123 AEUV der EU-Verträge verletzten würde. Dieses Thema wurde nach Quantitativen Lockerungen bereits mehrfach vor dem europäischen Gerichtshof und dem deutschen Verfassungsgericht verhandelt.
Beim Helikoptergeld wird Geld aus monetärer oder regulärer Staatsfinanzierung direkt an Bürger ausgezahlt. Dieser Vorgang wird manchmal auch als Quantitative Easing for People (Quantitative Lockerung für Menschen) bezeichnet. Befürworter, wie die Bewegung „Positive Money“ unterstreichen damit, dass Quantitative Lockerung zunächst meist den Geschäftsbanken zugutekommt und dass es zu dem Vorgehen Alternativen gibt.

## Anwendungsbeispiele

### Japan (seit 2001)
Angewandt wurde quantitative Lockerung erstmals von der japanischen Zentralbank im März 2001. In größerem Umfang erfolgte quantitative Lockerung seit der Finanzkrise ab 2007.
Trotz des Ankaufs japanischer Staatsanleihen im Rahmen einer quantitativen Lockerung befindet sich Japan weiterhin am Rande einer Deflation und hat dabei seit Jahrzehnten unter allen OECD-Ländern die höchste Staatsschuldenstandsquote. Erklärt wird dies mit einer in Japan herrschenden Bilanzrezession. Als weitergehende Maßnahme ist daher Helikoptergeld im Gespräch.

### Vereinigte Staaten (2009–2014)
Im Zuge der Finanzkrise ab 2007 hatte die US-Zentralbank im Dezember 2008 den Leitzins-Satz auf null bis 0,25 Prozent abgesenkt, so dass dann eine „quantitative Lockerung“ hätte einsetzten müssen, um geldpolitisch handlungsfähig zu bleiben.

#### Quantitative Easing 1 (QE1, Dezember 2008 bis März 2010)
Am 25. November 2008 verkündete die US-Zentralbank, dass sie bis zu 600 Milliarden Dollar Hypothekenbesicherte Wertpapiere (englisch mortgage-backed securities, kurz MBS) kaufen werde. Am 16. Dezember wurde das Programm offiziell gestartet. Der Offenmarktausschuss (Federal Open Market Committee – FOMC) kündigte am 18. März 2009 an, dass das Programm durch zusätzliche 750 Milliarden Dollar zum Erwerb von durch Hypotheken gesicherte Wertpapiere und 300 Milliarden zum Kauf von US-Staatsanleihen erweitert werde.

#### Quantitative Easing 2 (QE2, November 2010 bis Juni 2011)
Ein neues Programm zum Ankauf von Staatsanleihen, auch „Quantitative Easing II“ („QE2“) genannt, wurde vom Offenmarktausschuss am 3. November 2010 eingeleitet und dauerte bis Ende Juni 2011 an. Dabei wurden für 600 Milliarden Dollar langfristige US-Staatsanleihen (US-Treasuries) in Höhe von 75 Milliarden Dollar pro Monat gekauft.

#### Operation Twist (September 2011)
Am 22. September 2011 kündigte die US-Zentralbank eine Neuauflage der „Operation Twist“ an, welche schon einmal 1961 zur Anwendung gekommen ist. Im Rahmen dieses Programmes kaufte die US-Zentralbank für 400 Milliarden Dollar Anleihen mit Laufzeiten von 6 bis 30 Jahren und verkaufte gleichzeitig Anleihen mit einer Laufzeit von weniger als 3 Jahre im gleichen Umfang, um die durchschnittliche Laufzeit des eigenen Portfolios zu verlängern. Die US-Zentralbank wollte dadurch die Senkung der Langfristzinsen erreichen, wodurch Kredite tendenziell billiger werden sollten.

#### Quantitative Easing 3 (QE3, September 2012 bis Oktober 2014)
Am 13. September 2012 kündigte die US-Zentralbank eine dritte Runde der quantitativen Lockerung (QE3), auch QE III, bezeichnet wird. Bei dieser neuen Runde der quantitativen Lockerung wurden 40 Milliarden Dollar hypothekenbesicherte Wertpapiere (MBS) und 45 Milliarden Dollar längerfristige US-Staatsanleihen pro Monat gekauft, bis sich der Arbeitsmarkt „erheblich“ verbessert. Am 18. Dezember 2013 kündigte der Offenmarktausschuss (FOMC) an, dass QE3 nach und nach auf 10 Milliarden Dollar pro Monat reduziert werde. Die US-Zentralbank beendete dieses Programm im Oktober 2014, zehn Monate nachdem es mit der Reduzierung des monatlichen Ankaufsvolumens begonnen hatte.

### Großbritannien (2009–2014)
Seit dem 6. März 2009 betreibt die britische Zentralbank quantitative Lockerung. In einem ersten Schritt wurden 75 Milliarden Pfund in den Markt gepumpt, ebenfalls über den Kauf mittel- und langfristiger Staatsanleihen. Am 5. November 2009 wurde eine Ausweitung des Programms auf die von der Bank gehaltene Höhe von 200 Milliarden Pfund beschlossen.
Am 6. Oktober 2011 kündigte die Bank of England eine Ausweitung des Programmes der quantitativen Lockerung an. Das Volumen der angekauften Vermögenswerte stieg von bisher 200 Milliarden Pfund auf 275 Milliarden Pfund an. Mit den zusätzlichen 75 Milliarden Pfund sollten innerhalb der nächsten vier Monate hauptsächlich britische Staatsanleihen erworben werden.
Am 9. Februar 2012 beschloss die Bank of England eine erneute Ausweitung der Staatsanleihenkäufe um 50 Milliarden Pfund auf insgesamt 325 Milliarden Pfund.

### Schweiz (2009–2015)
Die Schweizerische Nationalbank hatte am 12. März 2009 angekündigt, sowohl Fremdwährungen als auch Anleihen aufzukaufen. Dabei wurde nicht bekannt gegeben, in welchem Umfang die Intervention stattfindet.

### Euroraum (seit 2015)
Am 8. Mai 2009 erklärte der ehemalige EZB-Präsident Jean-Claude Trichet (bis 2011), dass die Europäische Zentralbank keine quantitative Lockerung betreibe, sondern etwas, was man als „credit easing“ bezeichnen könne. Auch der seit dem 10. Mai 2010 von der EZB vorgenommene Ankauf staatlicher und privater Anleihen fällt nicht unter die quantitative Lockerung, weil die Käufe sterilisiert werden, um Auswirkungen auf das Geldmengenwachstum zu vermeiden.

Am 22. Januar 2015 kündigte die EZB an, sie wolle zwischen März 2015 und September 2016 Anleihen – Staatsanleihen und Anleihen von privaten Schuldnern – mit einem Kaufpreis von über 1100 Milliarden Euro auf dem Sekundärmarkt kaufen. Die Käufe sollten zunächst bis Herbst 2016 andauern bzw. auf jeden Fall so lange, bis die EZB die Inflationsrate wieder nahe zwei Prozent sieht. 

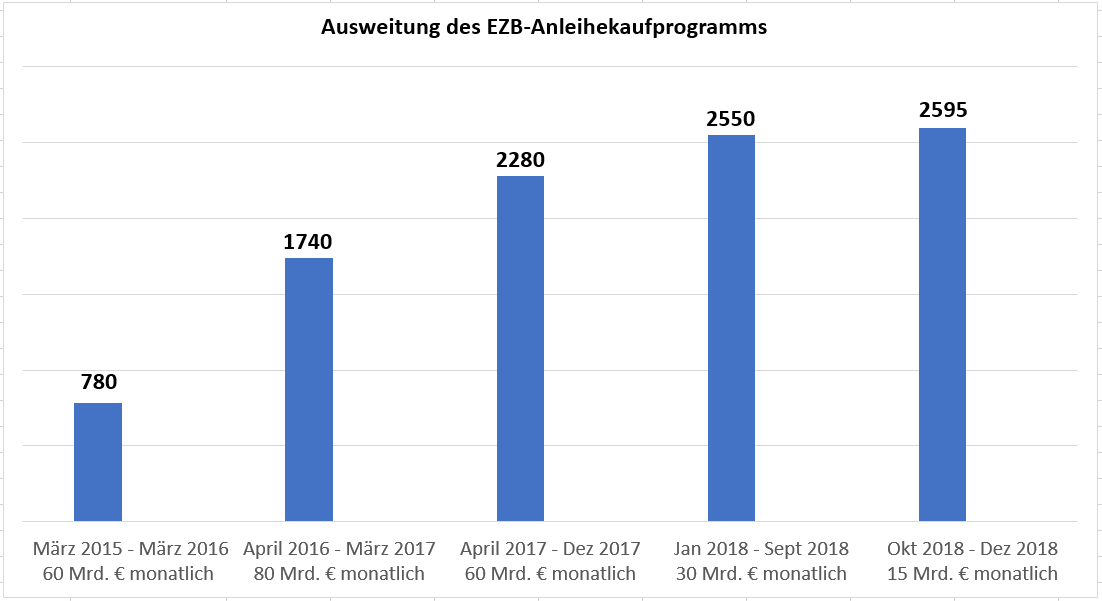
Ausweitung des EZB-Anleihekaufprogramms

 Die EZB passte die monatlichen Nettoankaufsvolumina des erweiterten Wertpapier-Ankaufsprogramms (Asset Purchase Programme, kurz APP) regelmäßig an. Beginnend mit 60 Mrd. Euro variierte sie sie von März 2015 bis Juni 2022 periodenweise zwischen 80 Mrd. Euro und 15. Mrd. Euro.
Im März 2016 verkündete Draghi, dass das QE-Programm um 6 Monate verlängert wird. Außerdem wurden die monatlichen Ankäufe ab April 2016 von 60 Milliarden € auf 80 Milliarden € erhöht.
Im Dezember 2016 wurde das Anleihekaufprogramm durch die EZB erneut um mindestens neun Monate bis Ende 2017 verlängert. Die monatlichen Ankäufe werden ab April 2017 von 80 Milliarden € auf 60 Milliarden € reduziert. Um den Pool kaufbarer Staatsanleihen zu erhöhen, werden künftig auch Papiere mit einer Laufzeit ab einem Jahr sowie mit einer Rendite von weniger als minus 0,4 Prozent erworben.
Das Volumen der aufgekauften Staatspapiere soll bis Ende Dezember 2018 inklusive Hypothekenpapieren, Pfandbriefen, Regional- und Firmenbonds einen Umfang von insgesamt 2,6 Billionen Euro haben.
Da das Zinsniveau im Euroraum bereits sehr niedrig ist und die schwache Preisentwicklung auch von Faktoren bestimmt wird, die geldpolitisch nur schwer von der EZB zu beeinflussen sind, ist die weitere Wirkung des Anleihekaufprogramms ungewiss. Für die Wirkung der Anleihekäufe der EZB gibt es noch keine eindeutigen empirischen Ergebnisse, weil die Wirkung der Anleihekäufe auf Inflation und gesamtwirtschaftliche Produktion nur schwer messbar sind. Der Erfolg hängt entscheidend von der ausgelösten Konsum- und Investitionstätigkeit ab.
Sofern das Ankaufprogramm in Zukunft weiter verlängert werde sollte, dürften die Notenbanken der Eurozone zu einem der größten Gläubiger der Mitgliedsstaaten aufsteigen und die Bilanzsummen der nationalen Notenbanken sich entsprechend erhöhen. Allerdings wirken die Ankäufe der Anleihen entkoppelnd auf das Refinanzierungsrisiko und damit weniger disziplinierend auf die Finanzpolitik der Mitgliedsstaaten. Der Druck für Strukturreformen wird gedämpft. Sollten die Leitzinsen in Folge höherer Inflation wieder ansteigen und dadurch Wertverluste in den Anleihebeständen auftreten, besteht die Gefahr, in ein Regime fiskalischer Dominanz abzugleiten. In diesem Regime sind nationale Regierungen nicht bereit, etwaige Wertverluste bei der Notenbank zu übernehmen. Dies steht jedoch einer effektiven Steuerung der Inflationsrate entgegen. Die EZB könnte nicht mehr unabhängig von der Politik die Leitzinsen bestimmen. Ein Ausstieg kann daher nur gelingen, wenn die monetäre Dominanz der Zentralbanken gewahrt bleibt.
Am 15. August 2017 hatte der Zweite Senat des Bundesverfassungsgerichts mitgeteilt, dass er diese Käufe durch den Europäischen Gerichtshof prüfen lasse. Dem Senat liegen drei Verfassungsbeschwerden vor; Beschwerdeführer sind Markus C. Kerber, Peter Gauweiler und Bernd Lucke. Für die mündliche Verhandlung am 10. Juli 2018 hatten unter anderem die EZB, die Bundesbank, die EU-Kommission und die Bundesregierung Stellungnahmen eingereicht. Am 11. Dezember 2018 beurteilte der EuGH das Anleihenkaufprogramm in der Rechtssache C-493/17 als mit europäischem Recht vereinbar. Die Prüfung der dem Gericht vorgelegten Fragen habe „nichts ergeben, was die Gültigkeit des Beschlusses (EU) 2015/774 der Europäischen Zentralbank vom 4. März 2015 über ein Programm zum Ankauf von Wertpapieren des öffentlichen Sektors an den Sekundärmärkten in der durch den Beschluss (EU) 2017/100 der Europäischen Zentralbank vom 11. Januar 2017 geänderten Fassung beeinträchtigen könnte.“ Die EZB habe damit weder ihr Mandat überschritten, noch gegen das Verbot der Staatsfinanzierung verstoßen.
Am 5. Mai 2020 entschied der zweite Senat des Bundesverfassungsgerichts, dass Anleihekaufprogramme der EZB nur mit deutschem Verfassungsrecht vereinbar sein können, wenn sie den Grundsatz der Verhältnismäßigkeit einhalten. Die Bundesregierung und der Bundestag haben darauf hinzuwirken, dass eine Prüfung der Verhältnismäßigkeit durch die EZB stattfindet und dargelegt wird.
Im Zuge der Coronavirus-Krise beschloss der EZB-Rat im März 2020, ergänzend zum APP ein temporäres Pandemie-Notfallankaufprogramm (Pandemic Emergency Purchase Programme, PEPP) aufzulegen. Im Rahmen des PEPP wurden – zusätzlich zum weiterlaufenden Ankaufprogramm APP – Anleihekäufe von 1.700 Milliarden Euro getätigt. Die Netto-Ankäufe im Rahmen des PEPP wurden Ende März 2022 eingestellt. Seitdem werden nur noch die Beiträge wiederangelegt, die aus fällig werdenden Anleihen des PEPP Portfolios stammen. Die geldpolitische Sondermaßnahme diente dazu, die wirtschaftlichen Folgen der Coronavirus-Pandemie zu begrenzen. Insgesamt wuchs der Bestand des Eurosystems an APP-Wertpapieren bis 3. November 2023 auf ein Volumen in Höhe von gut 4,7 Billionen Euro. Angesichts steigender Inflationsraten in den Jahren 2021 und 2022 begann die EZB damit, die extrem lockere Geldpolitik zu beenden. Von Juli 2022 bis September 2023 erhöhte sie ihre Leitzinsen zehnmal. In diesem Zusammenhang entschied der EZB-Rat auch, die Netto-Ankäufe des APP zum Juli 2022 einzustellen. Bis Juni 2023 wurden nur noch die Tilgungsbeträge fällig werdender Anleihen wiederangelegt. Seit 1. Juli 2023 erfolgt dies nicht mehr. Gleichzeitig blieben die Reinvestitionen im Pandemie-Notfallankaufprogramm PEPP unverändert.
Im Dezember 2023 beschloss der EZB-Rat, die Tilgungsbeträge der im Rahmen des Pandemie-Notfallankaufprogramms erworbenen Wertpapiere in der ersten Jahreshälfte 2024 weiterhin bei Fälligkeit vollumfänglich wieder anzulegen. In der zweiten Jahreshälfte soll das PEPP-Portfolio im Durchschnitt um monatlich 7,5 Mrd. € reduziert werden. Zum Jahresende 2024 beabsichtigt der EZB-Rat, die Wiederanlage der Tilgungsbeträge vollständig einzustellen.

## Wirkungskanäle quantitativer Lockerung
Mittels einer quantitativen Lockerung wird das Ziel verfolgt, stimulierend auf das Wirtschaftswachstum und damit die Inflationsentwicklung einzuwirken. Dabei werden verschiedene Wirkungskanäle unterschieden:

### Portfolioumschichtungskanal
Kauft eine Zentralbank Wertpapiere in großem Umfang (beispielsweise Staatsanleihen), reduziert sie deren Angebot auf dem Kapitalmarkt und erhöht die monetäre Basis. In Folge des Ankaufs steigt der Preis der angekauften Wertpapiere und die Verzinsung dieser Papiere sinkt. In Folge der gesunkenen Verzinsung versuchen Investoren, ihre Portfolios in alternative Anlageformen mit höherer Rentabilität umzuschichten, wodurch auch deren Preis steigt beziehungsweise deren Verzinsung sinkt. Die dadurch an breiter Front fallenden Zinsen stimulieren den privaten Konsum und die Investitionstätigkeit, die wiederum die Inflation antreiben. Bei einem gesunkenen Zinsniveau werden Investitionsvorhaben eher realisiert (z. B. Kreditvergabe einer Bank an einen Unternehmer) als vorher, da das Geschäft zu riskant erschien. Der Konsum wird angeregt, da das Sparen durch die gesunkenen Zinsen unattraktiver geworden ist.

### Signal- und Ankündigungskanal
Die mit der Einführung eines Anleihekaufprogramms verbundene Signalwirkung spielt eine wichtige Rolle im Hinblick auf die Inflations- und Zinserwartungen der Marktteilnehmer. Entsprechend sollten Marktteilnehmer ihre kurzfristigen Zinserwartungen senken. Ein sinkendes Zinsniveau und die Erwartung expansiver Geldpolitik wertet die eigene Währung ab und regt auf diese Weise Investitions- und Konsumnachfrage an. Der Außenwert der Währung sinkt, erleichtert Exporte ins Ausland und verteuert Importe. Gleichzeitig setzt die Zentralbank ein Zeichen, dass sie mit allen Mitteln gegen deflationäre Tendenzen vorgeht.

### Fiskalischer Kanal
Umfassen die Käufe von Wertpapieren durch die Zentralbank vor allem Staatsanleihen und werden diese Käufe auf unbegrenzte Zeit gekauft oder werden auslaufende Papiere durch neue ersetzt, kommt dies in seiner Wirkung einer Monetarisierung von Staatsschulden gleich. Die öffentliche Verschuldung sinkt de facto in Höhe der Anleihekäufe. Sind die Käufe von Staatsanleihen nicht dauerhaft, verringert sich die Neuverschuldung um die mit den angekauften Anleihen verbundene Zinslast. Der Staat schüttet Zinszahlungen statt an private Gläubiger der Anleihen nun an die Zentralbank aus. Die Zentralbank schüttet ihre Gewinne, die dann ebenfalls Zinserträge aus Anleihen enthalten, an den Staat aus. Der finanzpolitische Spielraum von Staaten wird erhöht, ohne dass dadurch der öffentliche Schuldenstand erhöht wird. Den gewonnenen finanzpolitischen Spielraum können Staaten für Konsum- und Investitionstätigkeit nutzen.

## Evaluierung
Studien zu der quantitativen Lockerung in den Vereinigten Staaten zeigen, dass diese grundsätzlich geeignet ist, auch bei nominalen Zinsen an der Nulllinie die Realzinsen zu senken. Die Wirkung nimmt aber im Zeitverlauf ab.
Quantitative Lockerung hat in den USA und Großbritannien dazu beigetragen, das Preisstabilitätsziel (die meisten Zentralbanken streben knapp 2 % Inflation an) durch eine Erhöhung der Inflationserwartungen besser zu erreichen. In Simulationen haben Hausken/Ncube einen positiven Beitrag auf die Industrieproduktion und Beschäftigung festgestellt, eine signifikante Erhöhung des Bruttoinlandsprodukts wurde aber nur für Großbritannien festgestellt. Sie kommen zu dem Schluss, dass quantitative Lockerung nur in Kombination mit Strukturreformen und anderen wirtschaftspolitischen Maßnahmen eine nachhaltige wirtschaftliche Erholung herbeiführe.

## Kritik
Die Politik der quantitativen Lockerung wird aus verschiedenen Richtungen kritisiert.
- Staatsfinanzierung: obwohl die Anleihen im Sekundärmarkt angekauft werden, wird die „faktische Gewissheit“[58] der Staaten, Abnehmer für ihre Anleihen zu finden, ins Treffen geführt. Dadurch würden staatliche Schuldner und Banken subventioniert, was den Reformdruck von den betroffenen Ländern nehmen und so (insbesondere im Fall der EZB) ein substanzielles Moral-Hazard-Risiko darstellen, indem die Unterschiede zwischen reformfreudigen und reformresistenten Ländern verwässert würden.[59][60]
- Risikokonzentration auf Zentralbankbilanzen: durch die Anhäufung von Anleihen im Besitz der Zentralbanken steigt die Gefahr, dass diese von zukünftigen Zahlungsausfällen der Schuldner betroffen werden und ihre Glaubwürdigkeit darunter leidet sowie die ausgefallenen Schulden sozialisiert werden.[61]
- Sonstige Kritikpunkte: Darunter fallen etwa der durch die steigenden Immobilienpreise erfolgende Anstieg der Wohnkosten, die fehlende Treffsicherheit der Maßnahme[62] oder der Widerspruch der konsumfördernden lockeren Geldpolitik zu den Zielen der Umweltpolitik[63].

Der Kernpunkt des vermeintlich so modernen Konzepts der quantitativen Lockerung wurde bereits 1912 vom Wirtschaftswissenschaftler Ludwig von Mises im Werk Theorie des Geldes und der Umlaufmittel kritisiert: „Das wiederkehrende Auftreten von Boom-Perioden mit nachfolgenden Depressionsperioden ist das unvermeidliche Ergebnis der ständig wiederholten Versuche, den Marktzins durch Kreditexpansion zu senken. Es gibt keine Möglichkeit, den finalen Zusammenbruch eines Booms zu verhindern, der durch Kreditexpansion erzeugt wurde. Die einzige Alternative lautet: Entweder die Krise entsteht früher durch die freiwillige Beendigung einer Kreditexpansion – oder sie entsteht später als finale und totale Katastrophe für das betreffende Währungssystem.“